# Анна (съпруга на Иван Асен II)
Вижте пояснителната страница за други личности с името Анна.
Анна е българска царица в периода 1218 – 1221 г., първата съпруга на цар Иван Асен II.

## Биография
За нея е записано похвално слово в Синодика на българската църква като една от православните български царици.
Иван Асен II се жени за Анна още преди възкачването си на престола през 1218 г. Благодарение на брака си с нея той получава помощта на руски наемници, за да си върне полагащия му се български престол. Царуването на Анна е твърде кратко. Още в началото Иван Асен II потърсва сродяване с унгарския крал Андраш II. На връщане от кръстоносен поход унгарските войски са спрени на българската граница и им е отказано преминаване през България. Проведените преговори завършват с брак между Иван Асен II и Анна Мария. За сключването на този брак обаче има редица пречки, преговорите продължават три години (вж. Анна Мария Унгарска). Междувременно Анна е изпратена в манастир под монашеското име Анисия и тихо завършва земния си път.

## Потомство
От брака си с Иван Асен Анна има две деца:
- Мария Асенина Комнина, деспина на Епир и Тесалия като съпруга на деспот Мануил Комнин Дука
- Белослава Асенина, сръбска кралица като съпруга на крал Стефан Владислав